# Pilea approximata
Pilea approximata là loài thực vật có hoa trong họ Tầm ma. Loài này được C.B. Clarke miêu tả khoa học đầu tiên năm 1876.